# Madeline Guillén
Madeline Guillén, född 4 juni 2001, är en  volleybollspelare (vänsterspiker).
Guillén spelar i Dominikanska republikens landslag och vann med dem Nordamerikanska mästerskapet 2021 och 2023. Hon har även spelat med landslaget vid VM 2022. På klubbnivå har hon spelat för klubbar i Domikanska republiken, Turkiet, Portugal och Indonesien.